# Ганул Валентин Леонідович
Валентин Леонідович Ганул (нар. 1 січня 1931, Полтава — 29 березня 2015, Київ) — український онколог, член-кореспондент НАН України (1991), член-кореспондент Національної академії медичних наук України (1993), доктор медичних наук (1984), професор (1988).

## Біографія
Народився у Полтаві.
Закінчив лікувальний факультет Харківського медичного інституту.
Працював лікарем-ординатором Київського обласного онкологічного диспансера. Потім був лікарем — науковим співробітником Київського науково-дослідного інституту фтизіатрії та пульмонології.
З 1959 року асистент, а з 1964 по 1971 рр.— доцент кафедри онкології Київського інституту вдосконалення лікарів. Саме у ці роки відбулося остаточне становлення Валентина Леонідовича як досвідченого клініциста-онколога, блискучого хірурга, вдумливого науковця і ерудованого педагога. Він проявив себе як сміливий і талановитий новатор, широко експериментуючи у галузі оперативної техніки, невпинно розвиваючи і вдосконалюючи її. У 1964 р. захистив кандидатську дисертацію на тему «Діагностика і лікування раку легень».
У 1974 р. Валентин Леонідович, залишаючись завідувачем відділення торакальної онкології, стаєв ще й заступником директора інституту з наукової роботи, а в 1979 р. — заступником директора з клініки. У 1987—1991 рр. він був директором інституту, а в 1991—1999 рр. — завідувачем клініко-хірургічного відділу.
Помер 29 березня 2015 у Києві.

## Наукова діяльність
Захищена В. Л. Ганулом у 1983 р. докторська дисертація на тему «Хірургічне і комбіноване лікування хворих на рак шлунка і кардіоезофагеальний рак» стала вагомим науковим внеском у цю галузь онкології.
За тридцять років, відданих торакальній онкології, В. Л. Ганул розробив та істотно вдосконалив чимало видів операцій на уражених раком органах. Його оригінальна методика формування стравохідно-шлункового анастомозу дістала широке визнання в різних країнах СНД. Вагомі наукові і практичні результати одержано також у галузі комбінованого і комплексного лікування онкологічних хворих. Під керівництвом В. Л. Ганула розроблено методики передопераційної радіотерапії — як самостійної, так і в поєднанні з радіомодифікаторами, ад'ювантної та неоад'ювантної хіміотерапії, імунотерапії та чимало інших.
Науково-дослідне відділення торакальної онкології, очолюване Валентином Леонідовичем, фактично стало одним з найбільших у світі центрів з хірургічного лікування хворих на рак стравоходу, а в галузі оперування раку легень — провідним в Україні. Тут нагромаджено унікальний навіть у світовому масштабі досвід лікування хворих із злоякісною тімомою. Науковець створив велику школу торакальних хірургів-онкологів. Під його керівництвом виконано 12 кандидатських, був консультантом 5 докторських дисертацій.
Він автор понад 200 праць, серед яких «Справочник по онкологии» (2001), «Рак пищевода: руководство для онкологов и хирургов» (2002), «Комбинированное и комплексное лечение больных раком легкого и грудной части пищевода» (2000), «Пути повышения эффективности лечения больных раком грудного отдела пищевода» (2001), «Алгоритми сучасної онкології» (2006), і 11 авторських свідоцтв. 
Був до самої смерті завідувачем науково-дослідного відділення пухлин грудної порожнини у Державній установі «Національний інститут раку».
Багато енергії віддавав Валентин Леонідович громадській роботі як голова Президії Українського науково-медичного товариства онкологів.

## Відзнаки
Його удостоєно почесного звання «Відмінник охорони здоров'я», нагороджено орденом «Дружби народів».